# Josep Miquel Calabuig i Adrià
Josep Miquel Calabuig i Adrià (l'Albereda de Xàtiva, 28 d'octubre de 1953) és un polític socialista valencià.
Fill d'una família treballadora, estudià als Claretians de Xàtiva, i posteriorment Química i Farmàcia a la Universitat de València, finalitzant la primera de les carreres. En aquella època es va afiliar al PSPV i va fer el servei militar a Catalunya, on va aprendre a llegir i escriure en català amb el diari Avui. De tornada a Xàtiva, va fundar l'Associació d'Amics de la Costera. Fou escollit regidor de Xàtiva a les eleccions municipals de 1979, i ocupà el càrrec de tinent d'alcalde i regidor d'Hisenda de 1980 a 1983. A les eleccions municipals de 1983, el PSPV-PSOE guanyà amb 14 regidors les eleccions, i fou escollit alcalde amb majoria absoluta. Fou reescollit a les eleccions de 1987 i de 1991. A les del 1995 ja no es va presentar.
Durant el seu mandat es va dur a terme una forta inversió en infraestructures públiques bàsiques com centres de salut, hospital, col·legis, centres de secundària, uns nous jutjats, el museu de l'Almodí, l'auditori municipal, una biblioteca i rehabilitació d'edificis històrics.